# SimCity 2000
SimCity 2000 ist ein Städtebau-Simulationsvideospiel, das von Maxis entwickelt wurde. Es ist der Nachfolger von SimCity und wurde 1993 für Macintosh veröffentlicht. Als SimCity 2000 Special Edition erschien 1995 eine PC-CD-Fassung für Windows und MS-DOS inklusive Szenariopaket, Bonusszenarien und Zwischensequenzen. Eine Netzwerkausgabe (auch Gold-Edition) erschien 1996 für Windows mit abgewandelten Gameplay bei dem Bürgermeister zunächst Land erwerben müssen und einer überarbeiteten Oberfläche. 1995 wurde ebenfalls eine Portierung für RISC OS veröffentlicht. Im Herbst 1995 erschien ein Port als einer der ersten Titel für Sega Saturn mit veränderter Grafik. 1996 erschien SimCity 2000 für PlayStation. 2008 erschien es erneut für PlayStation Portable und PlayStation 3 über das PlayStation Network mit dem zusätzlichen Feature, die Stadt aus der Perspektive eines Bürgers mit dem Auto zu erkunden. 1998 erschien exklusiv für den japanischen Markt eine Version für den Nintendo 64 mit zusätzlichen Mini-Spielen. 2004 erschien eine Version für Game Boy Advance.

## Spielprinzip
Vor dem Bau der Stadt kann der Spieler, wenn gewünscht, die isometrische Karte bearbeiten. Anschließend können verschiedene Startjahre gewählt werden (1900, 1950, 2000, 2050), sodass verschiedene Technologien zur Verfügung stehen. Außerdem kann ein Schwierigkeitsgrad gewählt werden, der einem Startkapital entspricht. Während des Spiels erscheinen verschiedene Zeitungen, die einerseits Fakten über die Stadt enthalten, andererseits aber auch aus sinnfreien Artikeln bestehen. Das Spiel kann in den Spielgeschwindigkeiten „Schnecke“, „Lama“, „Gepard“ sowie „Afrikanische Schwalbe“ gespielt und jederzeit pausiert werden. Die Zeitrechnung erfolgt in Monaten. In jedem Monat herrscht ein anderes Wetter. Hitze etwa hat einen Einfluss Wasserversorgung, die dann stärker ausgelastet ist. Zu Beginn eines Jahres erhält der Spieler Steuereinnahmen, kann den Rat von Experten einholen, sowie Verordnungen beschließen, die meisten jährlich Geld kosten (z. B. Umweltschutzverordnung) oder aber Geld bringen (z. B. legalisiertes Glücksspiel). Zudem können Kredite aufgenommen werden. Über andere Fenster kann sich der Spieler über die Industrie oder andere Fakten der Stadt informieren. Am unteren Bildschirmrand erscheinen außerdem gelegentlich Aufforderungen, bestimmte Gebäude zu errichten. Es kann in der Stadt zu Katastrophen kommen, die sich jedoch deaktivieren lassen.
Jede Stadt benötigt ein Kraftwerk. Dabei stehen, je nach Jahr, bis zu neun verschiedene, teils futuristische Energiequellen zur Auswahl. Jedes Kraftwerk hat Vor- und Nachteile. Zur Auswahl stehen Kohle, Erdöl, Wasserkraft, Gaskraftwerk, Windenergie, Kernkraftwerke, Sonnenkollektoren, Mikrowellenempfänger und Fusionskraftwerke. Regenerative Energiequellen sind weniger effizient und müssen zahlreicher gebaut werden, so dass diese mehr Platz einnehmen, jedoch müssen diese nicht nach 50 Jahren abgerissen und neu gebaut werden. Neu im Vergleich zum Vorgänger ist, dass die Stadt mit Wasser versorgt werden muss. Dazu müssen Pumpen und Rohrleitungen verlegt werden. Hierfür kann der Spieler in eine unterirdische Ansicht der Stadt wechseln, in der sich auch das U-Bahn-Netz bauen lässt.
Den Hauptbestandteil der Stadt stellen Industrie-, Wohn- und Gewerbegebiete, die durch Mausklick auf der Platte zugewiesen werden können, da. Die Gebiete können jeweils in hoher und geringer Dichte zugewiesen werden. Das Erschließen kostet zunächst Geld. Die Gebäude werden dann aber auf den mit Strom versorgten Feldern selbstständig gebaut, wenn bestimmte Umstände erfüllt sind und daher Nachfrage nach dieser Art Gebiet besteht. Es kann dazu kommen, dass Gebäude später leer stehen. Neben Kraftwerken benötigt die Stadt früh Straßen, Grundschulen, Polizeireviere und Feuerwehrhäuser. Neben der grundlegenden Infrastruktur fordern die Einwohner der Stadt früher oder später Freizeiteinrichtungen wie Parks (groß und klein), Zoos, Jachthäfen und Stadien. Der Handel benötigt gegebenenfalls einen Hafen, aber auf jeden Fall eine Anbindung an die Nachbarstädte und einen Flughafen. All diese Maßnahmen beeinflussen die Nachfrage nach den Gebieten. Mit bestimmten Stadtgrößen können einmalig etwa ein Rathaus errichtet werden. Zudem kann das Militär nach Grundstücken fragen, was abgelehnt oder genehmigt werden kann.

## Rezeption
SimCity 2000 erscheine wie der Feinschliff eines Rohdiamanten. Das Konzept bleibe genial. Die Version für PC und Mac seien gleichwertig. Es handle sich um einen komplexeren und deutlich verschönerten Klassiker dessen Amiga-Fassung meisterlich gelungen sei. Die Gebäude in SVGA Darstellung seien gelungen, wobei der Bildlauf ruckele. Das Spiel zeichne sich durch viel Liebe zum Detail aus. Aus dem Nichts eine Metropole zu erschaffen und sich dabei mit den Gegebenheiten der Landschaft zu arrangieren, sei fesselnd. Spielspaß, einfache Bedienung und hohe Komplexität gehe nicht auseinander. Das geniale Spielprinzip des Vorgängers wurde unverwässert in die 1990er Jahre überführt. Trotz der zahlreichen Menüs sei die Oberfläche nicht überladen oder zu kompliziert. Die Erweiterungen seien reichhaltig, clever und logisch. Das Spielgefühl sei neu und erfrischend. Durch den Bau von Wasserleitungen und U-Bahn komme eine weitere Dimension dazu. Das Spiel sorge für lange Unterhaltung. Trotz Beraterfunktion sei der Einstieg mühsam. Im Vergleich zum Vorgänger sei SimCity 2000 komplizierter und nicht mehr so benutzerfreundlich wie der Vorgänger. Es sei unmöglich, das Spiel zu gewinnen, dennoch böte es unerschöpfliche Möglichkeiten, sich in der detailverliebten Simulation zu verwirklichen.

### Auszeichnungen
- Origins Award: Best Military or Strategy Computer Game of 1994[10]

## Open Source
Gegen eine freie Reimplementierung der Spiel-Engine unter Verwendung des Electron-Frameworks ging Electronic Arts nach den Regeln des Digital Millennium Copyright Act vor, da der Entwickler urheberrechtlich geschützte Spielgrafiken ebenfalls mitlieferte. Der Entwickler plante jedoch eine bereinigte Version erneut zu veröffentlichen.